# Arrondissement administratif de Gand
Pour les articles homonymes, voir Arrondissement de Gand.
L’arrondissement administratif de Gand (en néerlandais : arrondissement Gent) est un des six arrondissements administratifs de la province belge de Flandre-Orientale, située  en Région flamande. Il a une superficie de 911,73 km2 et compte  575 887 habitants.
Il existe également un arrondissement judiciaire de Gand, qui comprend également toutes les communes de l'arrondissement administratif d'Eeklo.

## Histoire
Il est l'héritier de l'Arrondissement de Gand créé sous le Premier Empire qui cessa d'exister en tant qu'arrondissement français le 11 avril 1814.

## Communes et leurs sections

### Communes
- Aalter
- Deinze
- Destelbergen
- Evergem
- Gand (Gent)
- Gavere
- Lievegem
- Lochristi
- Merelbeke-Melle
- Moerbeke
- Nazareth-La Pinte (Nazareth-De Pinte)
- Oosterzele
- Laethem-Saint-Martin (Sint-Martens-Latem)
- Zulte

### Sections
- Aalter
- Afsnee
- Asper
- Astene
- Baaigem
- Bachte-Maria-Leerne
- Balegem
- Beervelde
- Bellem
- Bottelare
- Deinze
- La Pinte (De Pinte)
- Destelbergen
- Desteldonk
- Deurle
- Dikkelvenne
- Drongen
- Eke
- Ertvelde
- Evergem
- Gand (Gent)
- Gavere
- Gentbrugge
- Gijzenzele
- Gontrode
- Gottem
- Grammene
- Hansbeke
- Heusden
- Kluizen
- Knesselare
- Laethem-Saint-Martin (Sint-Martens-Latem)
- Landegem
- Landskouter
- Ledeberg
- Lemberge
- Lochristi
- Lotenhulle
- Lovendegem
- Machelen
- Mariakerke
- Meigem
- Melle
- Melsen
- Mendonk
- Merelbeke
- Merendree
- Moerbeke
- Moortsele
- Munte
- Nazareth
- Nevele
- Olsene
- Oostakker
- Oosterzele
- Oostwinkel
- Petegem-aan-de-Leie
- Poucques
- Poesele
- Ronsele
- Schelderode
- Scheldewindeke
- Semmerzake
- Saint-Denis-Westrem (Sint-Denijs-Westrem)
- Mont-Saint-Amand (Sint-Amandsberg)
- Leerne-Saint-Martin (Sint-Martens-Leerne))
- Sleidinge
- Ursel
- Vinderhoute
- Vinkt
- Vosselare
- Vurste
- Waarschoot
- Wachtebeke
- Winkel-Sainte-Croix (Sint-Kruis-Winkel)
- Wondelgem
- Wontergem
- Zaffelare
- Zeveneken
- Zeveren
- Zevergem
- Zomergem
- Zulte
- Zwijnaarde

## Démographie
- Source: DGS , de 1806 à 1970=recensements population; à partir de 1980 = nombre d'habitants chaque 1 janvier[1]